# Гарсон, Грир
Эйлин Эвелин Грир Гарсон (англ. Eileen Evelyn Greer Garson; 29 сентября 1904 — 6 апреля 1996) — британская актриса, одна из главных звёзд «MGM» 1940-х годов.

## Биография
Будущая актриса родилась 29 сентября 1904 года в Лондоне, Великобритания. Сама Грир утверждала, что родилась в Ирландии четырьмя годами позднее, и обман был раскрыт лишь после её смерти, когда было обнаружено свидетельство о рождении актрисы. Она была единственным ребёнком клерка Джорджа Гарсона, выходца с Оркнейских островов, и его жены Нэнси Софии Грир. Девочка рано потеряла отца. Она росла болезненным ребёнком, страдала хроническим бронхитом. Грир получила образование в Лондонском университете, куда поступила в 1921 году и где изучала французский язык и литературу XVIII века. Сначала намереваясь стать учителем, Грир получила работу в рекламном агентстве, также играла в местном театре.
28 сентября 1933 года Грир вышла замуж за друга детства Алека Снельсона. Она не любила его и согласилась на брак, поддавшись на уговоры родственников. После медового месяца в Германии Снельсон уехал работать в Индию, а Грир осталась в Лондоне, так как опять заболела. После его возвращения супруги жили раздельно и в 1940 году по инициативе актрисы развелись.

### Начало карьеры
Выздоровев, Грир играла в столичных театрах. Самым крупным её достижением стало участие в паре с Лоренсом Оливье в постановке 1937 года «Золотая стрела». Публика не приняла пьесу, но критики благосклонно отнеслись к игре актрисы. В том же году состоялся её дебют на телевидении в фильме «Двенадцатая ночь» по пьесе Шекспира. Затем на актрису обратил внимание Луис Майер из киностудии «MGM». Он предложил ей контракт и гонорар в 500 долларов в неделю. Грир согласилась и отправилась в Голливуд, но больше года просидела без дела, так как в «MGM» не могли подобрать для неё подходящую роль. Дополнительные трудности доставляло нежелание Грир играть второстепенные роли. В конце концов руководство MGM доверило актрисе главную роль в картине «Школа драмы», но во время съёмок она упала с лошади и повредила позвоночник. На восстановление требовалось время, но так как фильм был уже запущен в производство, роль Грир отдали Луизе Райнер.

### Голливуд
Расстроенная неудачами, Грир собиралась вернуться на родину, но в 1939 году ей предложили сняться в мелодраме «До свиданья, мистер Чипс». На главную роль был заявлен Роберт Донат, а предложенное Грир место было куда более скромным. Тем не менее актриса согласилась принять участие в фильме, так как устала от бездействия и чувствовала, что отказ может положить конец её кинокарьере. Съёмки картины проходили в Англии. Грир казалось, что эта работа станет её первой и единственной ролью в кино. Она планировала остаться в Англии и вернуться на сцену театра, но — вопреки её скептическому настрою — фильм был отлично принят публикой и критиками, удостоившись в 1940 году семи номинаций на получение премии «Оскар» и став претендентом на главную награду Каннского кинофестиваля. Одна из номинаций на «Оскар» принадлежала Грир, но награду тогда получила Вивьен Ли за роль в «Унесённых ветром».
Карьера Грир начала стремительно развиваться. После комедии «Помнишь?» Грир приняла участие в фильме «Гордость и предубеждение» по одноимённому роману Джейн Остин. Несмотря на то, что актрисе было уже 36 лет, она прекрасно справилась с ролью двадцатилетней Элизабет Беннет. Её партнером на площадке стал Лоренс Оливье, сыгравший мистера Дарси. В 1941 году последовала биографическая драма «Цветы в пыли», в которой Грир снялась с Уолтером Пидженом. Их совместная работа оказалась удачной, и впоследствии они часто снимались вместе. Эта картина — она вышла в цвете, благодаря чему зрители впервые получили возможность оценить огненно-рыжий цвет волос Грир — принесла актрисе вторую номинацию на премию «Оскар».
Картина 1942 года «Миссис Минивер», которую снял Уильям Уайлер по мотивам романа Яна Стразера, вознесла актрису на пик популярности. В этой истории о жизни простой английской семьи во время Второй мировой войны актриса исполнила главную роль, а её мужа, мистера Минивера, сыграл Уолтер Пиджен. Участие в фильме стало судьбоносным для Грир — старшего сына четы Миниверов сыграл двадцатисемилетний актёр Ричард Нэй, который — будучи младше актрисы на 11 лет — стал её вторым мужем. Они поженились 24 июля 1943 года и через четыре года развелись. Кроме того за роль миссис Минивер актриса была удостоена премии «Оскар». Успех самой картины был не менее ошеломляющим — прибыль от её проката в Америке составила рекордную по тем временам сумму — 5,3 миллиона долларов, — а в Великобритании «Миссис Минивер» стала самым кассовым фильмом 1942 года. Фильм высоко оценили и главные лица политической сцены тех лет — президент США Франклин Рузвельт и премьер-министр Великобритании Уинстон Черчилль.
Актриса стала одной из ведущих звёзд «MGM» и оставалась в этом статусе на протяжении последующих нескольких лет. В том же 1942 году она снялась в мелодраме «Случайная жатва», далее последовала биографическая картина «Мадам Кюри», где актриса была задействована в роли первооткрывательницы радия и обладательницы Нобелевской премии Марии Кюри. Получив за эту роль третью номинацию на премию «Оскар», Грир, следуя привычному амплуа драматической актрисы, снялась в картинах «Миссис Паркингтон» (1944) и «Долина решимости» (1945) — и за обе картины вновь была номинирована на «Оскар».

### После войны
После «Долины решимости» слава актрисы пошла на убыль. Конец войны, изменение состава руководства «MGM», желание зрителей видеть новые лица — все это стало причиной постепенного заката её карьеры. В 1945 году актриса снялась с Кларком Гейблом, только что вернувшимся с войны, в картине «Приключение». Слоган фильма гласил — Гейбл вернулся и Гарсон заполучила его! Несмотря на успех картины в прокате, её невысоко оценили критики. Следующий фильм Грир «Возжелай меня» (1947) стал её первой крупной неудачей. Во время съёмок руководство «MGM» трижды меняло режиссёров. В итоге картина вышла настолько неудачной, что никто из них не захотел видеть своё имя в титрах, и с треском провалилась в прокате.
Грир сумела несколько поправить своё пошатнувшееся положение, снявшись в комедии «Джулия плохо себя ведёт» (1948), которая снискала признание как у публики, так и у критиков. На съёмках она познакомилась с техасским миллионером Элайджей Фогельсоном, сколотившем состояние на нефти и разведении скота. По завершении съёмок нового фильма актрисы «Сага о Форсайтах» Гарсон и Фогельсон поженились 15 июля 1949 года в Санта-Фе. Они были вместе до самой смерти магната в 1987 году. После замужества карьера перестала быть ключевым интересом Грир. Её последняя крупная работа «История Миниверов» (1950) не снискала успеха, и актриса полностью посвятила себя мужу, с которым жила на ранчо в Нью-Мексико. В 1950-х она время от времени продолжала сниматься, но уже не получала той бешеной популярности, которая была у неё в начале войны.
В последний раз блеск славы озарил актрису в 1960 году, когда она сыграла Элеонору Рузвельт в картине «Восход солнца в Кампобелло». Эта работа Грир была отмечена премией «Золотой глобус» и номинацией на премию «Оскар». Примечательно, что Грир была лично знакома с миссис Рузвельт и какое-то время актриса и жена президента были подругами. В 1960-х Грир снялась ещё в двух картинах — драме «Поющая монахиня» и своём последнем фильме «Самый счастливый миллионер». Кроме того она периодически снималась на телевидении и уделяла много внимания благотворительности.
В 1982 году у её мужа была диагностирована болезнь Паркинсона, и оставшиеся пять лет до его смерти актриса ухаживала за ним. Грир Гарсон пережила супруга на девять лет и скончалась 6 апреля 1996 года в Далласе.

## Фильмография
- 1967 Самый счастливый миллионер — Миссис Корделия Биддл
- 1966 Поющая монахиня — Мать-настоятельница
- 1960 Восход солнца в Кампобелло — Элеонора Рузвельт
- 1955 Странная леди в городе — Доктор Джулия Уинслоу Гарт
- 1954 Её двенадцать мужчин — Джан Стюарт
- 1953 Юлий Цезарь — Кальпурния
- 1953 Скандал в Скоури — Миссис Виктория Макчесни
- 1951 Закон и леди — Джейн Хоскинс
- 1950 История Миниверов — Кэй Минивер
- 1949 Сага о Форсайтах — Ирен Форсайт
- 1948 Джулия плохо себя ведёт — Джулия Паккет
- 1947 Возжелай меня — Мариса Обер
- 1945 Приключение — Эмили Сирс
- 1945 Долина решимости — Мэри Рафферти
- 1944 Миссис Паркингтон — Сьюзи Паркингтон
- 1943 Мадам Кюри — Мари Кюри
- 1942 Случайная жатва — Пола Риджуэй
- 1942 Миссис Минивер — Кэй Минивер
- 1941 Когда дамы встречаются — Миссис Клер Вудраф
- 1941 Цветы в пыли — Эдна Кали Гледни
- 1940 Гордость и предубеждение — Элизабет Беннет
- 1939 Помнишь? — Линда Бронсон Холланд
- 1939 До свиданья, мистер Чипс — Кэтрин Чиппин

## Награды и номинации

### Награды
- 1943 — Премия «Оскар» — лучшая женская роль, за фильм «Миссис Минивер»
- 1961 — Премия «Золотой глобус» — лучшая женская роль в драме, за фильм «Восход солнца в Кампобелло»

### Номинации
- 1940 — Премия «Оскар» — лучшая женская роль, за фильм «До свиданья, мистер Чипс»
- 1942 — Премия «Оскар» — лучшая женская роль, за фильм «Цветы в пыли»
- 1944 — Премия «Оскар» — лучшая женская роль, за фильм «Мадам Кюри»
- 1945 — Премия «Оскар» — лучшая женская роль, за фильм «Миссис Паркингтон»
- 1946 — Премия «Оскар» — лучшая женская роль, за фильм «Долина решимости»
- 1961 — Премия «Оскар» — лучшая женская роль, за фильм «Восход солнца в Кампобелло»